# Household Words

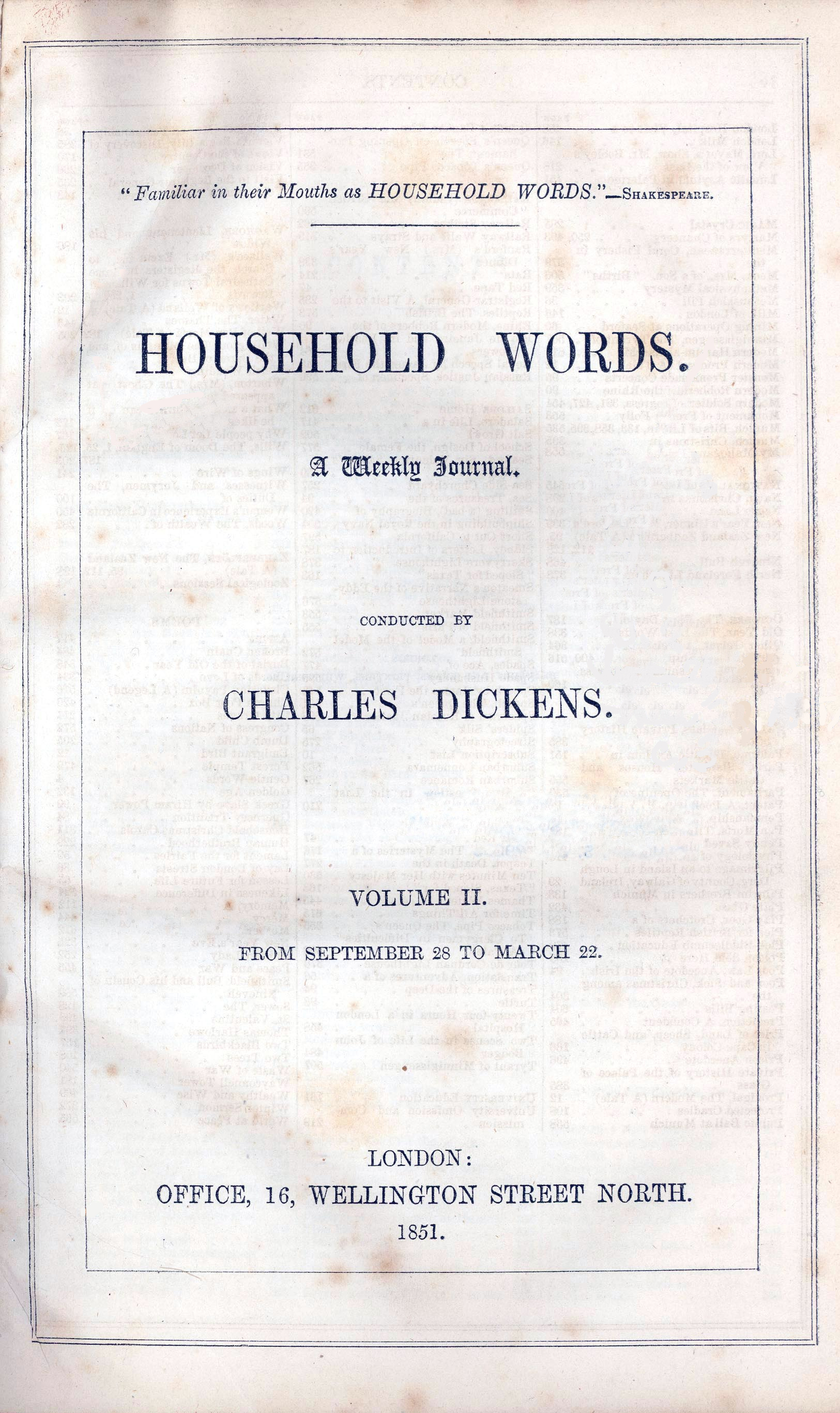
Households Words, titelblad Vol. II, 28 September 1850–22 March 1851

Household Words was een wekelijks verschijnend Engels tijdschrift onder redactie van Charles Dickens dat verscheen van 1850 tot 1859.
De titel van het blad was ontleend aan William Shakespeares Henry V: 'Familiar in his mouth as household words' (4e acte, 3e scène).
Dickens, die in werk en leven een grote betrokkenheid aan de dag legde op het gebied van sociale misstanden, wilde met het blad een nieuw platform scheppen waarop hij zijn ideeën kwijt kon. Het blad bevatte artikelen op het gebied van sociale hervormingen, maar ook over politiek en wetenschap. Daarnaast werden korte verhalen en romans in feuilletonvorm gepubliceerd, zoals destijds gebruikelijk. Zijn eigen werk Hard Times uit 1854 werd oorspronkelijk in dit blad in serievorm gepubliceerd, evenals werken van Elizabeth Gaskell (North and South, Cranford). Het blad bereikte in korte tijd een grote populariteit en haalde in 1851 al een wekelijkse oplage van 40.000.
In 1859 raakte Dickens in conflict met de uitgevers en kwam er een eind aan het blad. Daarna begon hij het tijdschrift All the Year Round. Ook dit blad gaf aandacht aan sociale zaken, maar de nadruk lag meer op de literatuur. Enkele belangrijke romans werden in afleveringen in dit blad gepubliceerd, waaronder Dickens’ A Tale of Two Cities en Great Expectations. Hij werkte aan dit blad tot zijn dood in 1870.